# رابرت هوبنر
رابرت هوبنر (آلمانی: Robert Hübner؛ ۶ نوامبر ۱۹۴۸ – ۵ ژانویهٔ ۲۰۲۵) شطرنج‌باز، نویسنده و استادبزرگ شطرنج اهل آلمان بود. دوران پیشرفت و برجستگی وی مربوط به دهه ۱۹۷۰ و اوایل دههٔ ۱۹۸۰ بوده‌است.
وی برندهٔ جوایزی همچون برگ بوی نقره‌ای شد.

## حرفه شطرنج
او در هجده سالگی برنده پمسابقات قهرمانی شطرنج آلمان شد.
او عنوان استادبزرگ شطرنج را در سال ۱۹۶۹ و با ریتینگ ۱۹۷۱ به دست آورد. او در سال ۱۹۸۰ به جایگاه سوم رده‌بندی جهانی فیده رسید.